# Сенсоріум
Сенсо́ріум (лат. sensorium, множина: sensoria) — сукупність сприйняттів організму, «центр відчуттів» в якому він відчуває і інтерпретує довколишній світ в якому живе. 
Термін має походження з пізньої латини середини XVII століття, що має корінь sens- («відчуття»). Пізніше воно почало означати, в більш широкому сенсі, мозок як орган мислення (Оксфордський словник англійської мови 1989). У медичному, психологічному, і фізіологічному дискусії цей термін почав означати загальний характер унікальних і змінливих сенсорних середовищ, що сприймаються індивідами. Це включає в себе відчуття, сприйняття, і інтерпретацію інформації про довколишній світ за допомогою можливостей нашого розуму таких як почуття, феноменальне і психологічне сприйняття, пізнання, і свідомість.

## Співвідношення відчуттів
В 20-му столітті сенсоріум став ключовою частиною теорій Маршала Маклуена, Едмунда Карпентера і Уолтера Онга (Carpenter and McLuhan 1960; Ong 1991).
Маклуен, як і його наставник Гарольд Інніс, вірили що медіа були упереджені відповідно до часу і простору. Він приділяв окрему увагутому, що він називав сенсоріумом, або впливом медіа на наші відчуття, вважаючи що медіа маніпулює співвідношенням наших відчуттів. Наприклад, алфавіт пробуджує відчуття зору, яке в свою чергу змушує нас мислити в лінійних, об'єктивних межах. За допомогою алфавіту таким чином створюється ефект перебудови способу за допомогою якого ми, колективно і індивідуально, сприймаємо і розуміємо наше середовище, що згодом було названо ефектом алфавіту.
Зосереджуючись на варіаціях сенсоріуму через соціальні контексти, ці теоретики разом припускають що світ сприймається по різному в залежності від специфічних «співвідношень відчуттів», які є спільними для членів конкретної культури в сенсоріумі, в якому вони навчились жити (Howes 1991, p. 8). Пізніші роботи показали що індивіди можуть мати власні індивідуальні схильності сприйняття сенсоріумів, що виходять за рамки їх культурних норм; навіть тоді, коли відчуття яке розглядається пригнічене чи повністю ігнорується (Classen, Howes і Synnott 1994).
Взаємодію різних способів сприйняття світу можна порівняти із досвідом синестезії, де стимулювання одного відчуття провидить до сприйняття іншого, здавалося не пов'язаного з цим відчуття, як у музикантів, які можуть сприймати на смак інтервали між нотами, які вони чують (Beeli et al., 2005), або художники які можуть відчувати на запах кольори. Багато індивідів які мають одне або декілька обмежених або втрачених відчуттів розвивають в собі сенсоріум із співвідношенням відчуттів, який сприяє розвитку більш повного сприйняття тих що вони мають. Досить часто сліпі чи глухі розповідають про ефект компенсації, при якому їхнє відчуття дотику або запаху стає більш гострим, змінюючи те як вони сприймають все і розуміння довколишнього світу; особливо красномовними є приклади про знайдених «диких дітей», чиє раннє дитинство пройшло в не людському середовищі, що призводить до інтенсифікації і послаблені конкретних здатностей сприйняття (Classen 1991).

## Розвиток унікальних сенсоріум у культурах і індивідуумів
Є багато прикладів, що демонструють, що природа сприйняття має контекстний і соціальний характер. 'Нормальний' сенсоріум і 'синестетичний' відрізняється в залежності від розділення, поєднання, і взаємодії різноманітного чуттєвого апарату організму. Синестезія розробила різний набір зв'язків, включаючи пізнавальні і інтерпретаційні навички, що зумовлюють унікальні здібності в розумінні світу (Beeli et al., 2005). Сенсоріум це утворення фізичного, біологічного, соціального і природного середовища організму індивідууму і його відносин під час перебування в світі.
Те що вважається дивним розмиванням відчуттів з одного боку, є нормальним і 'природним' способом сприйняття світу по іншому, і насправді багато людей і їхніх культур розвивають сенсоріум, що фундаментально відрізняється від модальності орієнтованої на бачення як характерно Західній науці і культурі. Одним явним контрастом є дука одного із вихідців з Росії:
Словник російської мови…визначає сенс дотику наступним чином: «В реальності всі п'ять відчуттів можуть зводитись до одного---відчуття дотику. Язик і піднебіння дає відчуття їжі; вуха, звукових хвиль; ніс, еманації; очі, промені світла.» Тому в усіх книжках відчуття дотику завжди згадується першим.
Як пояснює Девід Хоус (David Howes):
Посилаючись на російські книжки які звертаються спершу до дотику, як протиставлення американським книжкам з психології, які завжди починають із зору, що підтверджувалось і іншими спостерігачами (Simon 1957) і служить для підкреслення, як ієрархія відчуттів може значно відрізнятися навіть між культурами, що належать одній загальній традиції (мається на увазі західній) (2003, pp. 12-13).